# هاروكا مياشيتا
هاروكا مياشيتا (1 سبتمبر 1994 في اليابان - ) (بالكانا:みやした はるか) هي لاعبة كرة طائرة يابانية في مركز ممرر ‏. شاركت في الكرة الطائرة في الألعاب الأولمبية الصيفية 2016. ولعبت مع Okayama Seagulls ‏.

## وصلات خارجية
- هاروكا مياشيتا على موقع عالم الكرة الطائرة (الإنجليزية)
- هاروكا مياشيتا على موقع الدوري الياباني (سيدات) (اليابانية)
- هاروكا مياشيتا على موقع الدوري الياباني (مؤرشف) (اليابانية)
- هاروكا مياشيتا على موقع الدوري الياباني (مؤرشف) (اليابانية)
- هاروكا مياشيتا على موقع الدوري الياباني (مؤرشف) (اليابانية)
- هاروكا مياشيتا على موقع أوليمبيديا (الإنجليزية)